# Driver (Computerspiel)
Driver ist ein actionorientiertes Rennspiel und der erste Teil der Driver-Reihe. Das Spiel wurde von Reflections Interactive entwickelt und von GT Interactive veröffentlicht. Es wurde im Oktober 1999 unter dem Titel Driver: You Are the Wheelman zunächst nur für die PlayStation auf den Markt gebracht. Später folgten Versionen für Windows, Mac OS, und Game Boy Color. Im Dezember 2009 setzte Gameloft das Spiel für iOS um.
Das Spiel handelt von dem Undercover-Polizisten John Tanner, einem ehemaligen Rennfahrer, der in eine kriminelle Organisation eingeschleust wird und diese von innen heraus zu zerschlagen versucht. Die Geschichte spielt in vier amerikanischen Metropolen, New York City, Miami, San Francisco und Los Angeles.
Im Jahr 2000 erschien der Nachfolger Driver 2: Back on the Streets.

## Spielprinzip

### Allgemein
Erstmals in der Videospielgeschichte wurden Autoverfolgungsjagden in einer dreidimensionalen frei befahrbaren Stadt als Spielwelt geboten (Open-World-Spiel). Das Fahrverhalten der 1970er-Jahre-Wagen ist dabei eher auf Realismus ausgelegt und es existiert ein Schadensmodell für die Fahrzeuge.
Ein Novum in der Historie der Videospiele war der in Driver enthaltene Filmregisseur. Somit war es möglich, eine absolvierte Mission, freie Fahrt oder ein Fahrspiel aufzuzeichnen und mit einem internen Editor Kameraposition, -winkel und -schwenks festzulegen und somit seine persönliche Verfolgungsjagd filmisch festzuhalten.
Das Setting des Spieles in den 1970er Jahren mit entsprechenden Fahrzeugen auf den Straßen und die hauptsächlich aus Funk und Soul bestehende Hintergrundmusik sind weitere Charakteristika und gleichzeitig Verweise auf die geistigen Vorbilder des Spieles. Zu diesen zählen vor allem Filme wie Bullitt, Die Straßen von San Francisco, Nur noch 60 Sekunden oder Brennpunkt Brooklyn, die allesamt spektakuläre Autoverfolgungsjagden boten. Die meisten Gemeinsamkeiten weist das Spiel mit dem Spielfilm Driver aus dem Jahr 1978 auf.

### Spielmodi
Das Spiel ist unterteilt in einen sogenannten Undercover-Modus, Freie Fahrt und mehrere Fahrspiele. Der Undercover-Modus ist das Kernstück und erzählt eine Geschichte rund um den Undercover-Cop Tanner. In einem Motelzimmer nimmt der Spieler per Anrufbeantworter unterschiedliche Aufträge an. Mit dem zu Missionsbeginn zur Verfügung gestelltem Auto muss die vorgegebene Aufgabe erfüllt werden, wobei es im Spiel prinzipiell nicht möglich ist, das Fahrzeug zu verlassen. Insgesamt beinhaltet die mittels vorgerenderten Zwischensequenzen erzählte Geschichte 35 Missionen in vier verschiedenen Großstädten, wobei sich die Grundstruktur der zweigeteilten Aufgaben immer ähnelt: Im ersten Teil muss der Spieler unter Zeitdruck ein bestimmtes Ziel in der Spielumgebung erreichen, im zweiten Teil gilt es, unbemerkt von der Polizei und mit funktionstüchtigem Auto die Mission abzuschließen.
Im Modus Freie Fahrt kann sich der Spieler ohne Zielaufgaben frei durch eine der vier wählbaren Metropolen bewegen. Dabei ist es, wie im Undercover-Modus, nicht möglich, das Fahrzeug zu verlassen oder zu wechseln. Auch hier gibt es auf den Straßen neben dem normalen Zivilverkehr patrouillierende Streifenwagen der Polizei, die bei einem Verkehrsdelikt die Verfolgung des Spielers aufnehmen und diesen so lange rammen, bis das Spielerauto einen Totalschaden aufweist. Freie Fahrt eignet sich zum Kennenlernen einer Stadt oder um sich mit der Polizei rasante Verfolgungsjagden zu liefern.
Im Modus Fahrspiele stehen mehrere Varianten zur Auswahl, wie z. B. Flucht, Verfolgung oder Survival. So wird man bei Flucht in einer ausgewählten Stadt mit einem verfolgenden Polizeiwagen ausgesetzt und Ziel des Spiels ist es, innerhalb kürzester Zeit den Verfolger abzuschütteln. Bei Verfolgung muss der Spieler ein anderes Fahrzeug so lange verfolgen, bis entweder eine bestimmte Zeit abgelaufen, oder das zu verfolgende Fahrzeug zu Schrott gefahren ist.

### Städte
Das Spiel beinhaltet vier amerikanische Großstädte: Miami, San Francisco, Los Angeles und New York. Alle sind ihren realen Vorbildern nachempfunden und weisen originale Sehenswürdigkeiten auf, sind aber aufgrund technischer Machbarkeit Abstraktionen der Wirklichkeit. Am deutlichsten wird dies am orthogonalen Straßenraster und der ebenen Modellierung der Städte.
Zu Beginn des Spiels sind nur zwei Städte, Miami und San Francisco, im Modus Freie Fahrt wählbar. Die anderen beiden Städte werden freigeschaltet, sobald der Spieler in der Karriere diese beiden Städte erreicht.
Als versteckte fünfte Stadt gibt es den britischen Ort Newcastle upon Tyne, der Ort, an dem der Entwickler ansässig ist. Dieser Level ist wesentlich kleiner als die anderen vier. Zur Verfügung steht dem Spieler hier ein Jaguar. Newcastle wird durch das Vollenden der Kampagne (PC-Version) oder durch die Eingabe eines Cheatcodes (PlayStation-Version) freigeschaltet.

## Handlung
Lieutenant McKenzie des New York City Police Department hat Informationen von kriminellen Aktivitäten rund um den mutmaßlichen Mörder Rufus aus Miami erhalten und sieht im Cop Tanner, einem ehemaligen Rennfahrer, aufgrund seiner fahrerischen Qualitäten den geeigneten Mann für Undercover-Ermittlungen. Daraufhin begibt sich Tanner nach Miami und heuert bei örtlichen Kleinkriminellen als Fluchtwagenfahrer an. Sein Talent spricht sich schnell herum und er kommt auch relativ bald an den berüchtigten Rufus heran. Das Verbrecherkartell ist jedoch größer als erwartet. Die Ermittlungen führen Tanner schließlich an die Westküste nach San Francisco. Immer tiefer gerät er in ein Netzwerk aus Verbrechen und Korruption. An der Spitze wird der Verbrecherboss Castaldi vermutet. Ständig mit der Angst im Nacken, als verdeckter Ermittler auffliegen zu können, bewegt sich Tanner auf schmalem Grat am Rande des Gesetzes. Die Spuren führen ihn schließlich weiter nach Los Angeles. Dort macht er Bekanntschaft mit Castaldis Tochter. Tanner schafft es, sich in den Kreisen von Castaldi zu festigen und kann sich an ihn immer weiter annähern. Letztendlich kehrt er nach New York zurück, wo der große Coup stattfinden soll: ein Anschlag auf den Präsidenten. Mit größter Mühe und unter höchstem Einsatz seines fahrerischen Könnens, gelingt es Tanner schließlich den Präsidenten in Sicherheit zu bringen und Castaldi der Polizei auszuliefern.

## Rezeption
Das deutschsprachige Computerspielmagazin Bravo Screenfun nannte eine tolle Spielidee, vielfache Modi und spektakuläre Crash-Szenen als positive Punkte, während Grafikfehler, schwache Zwischensequenzen und hartnäckige Polizei kritisiert wurden. Im Test der PC Games wurde die erste Mission als „echter Tiefschlag“ bezeichnet. Die Computer Bild schrieb dem Spiel in der Retrospektive „ansprechende Fahrphysik, gelungene Grafik und einen stellenweise knackigen Schwierigkeitsgrad“ zu. Insbesondere die Übungsmission in der Tiefgarage konnte Spieler demnach schon zur Verzweiflung treiben. Auch ein Redakteur der GamePro stellte das 2011 in einem Artikel zur Historie der Driver-Spiel fest.

„[…] vorausgesetzt sie bestehen das legendär schwere Trainingslevel in der Tiefgarage. Das sorgt bei vielen Zockern für mehr Frust als Lust, weil man vorgegebene Manöver ausführen muss, ohne dabei sein Fahrzeug zu zerstören.“